# Diamante Eléctrico
Diamante Eléctrico é uma banda de rock colombiana formada em 2012. A banda é formada por Juan Galeano, Daniel Álvarez e Andee Zeta. Eles lançaram seis álbuns de estúdio e recebeu quatro prêmios Grammy Latino, incluindo Melhor Álbum de Rock duas vezes.

## Discografia
- Diamante Eléctrico (2013)
- B (2015)
- La Gran Oscilación (2016)
- Buitres (2018)
- Buitres & Co. (2019)
- Mira Lo Que Me Hiciste Hacer (2021)
- Leche de Tigre (2023)